# شايلا ستايلز
أماندا هاردي (بالإنجليزية: Amanda Hardy)، والمعروفة باسم شيلا ستايلز (بالإنجليزية: Shyla Stylez) (23 سبتمبر 1982 - 9 نوفمبر 2017)، ممثلة إباحية وعارضة كندية من أرمسترونغ، كولومبيا البريطانية.

## المسيرة المهنية
بدأت ستايلز اهتمامها بدخول صناعة المواد الإباحية في سن المراهقة، ثم انتقلت لاحقًا إلى فانكوفر حيث عملت كعارضة أزياء وعارضة كاميرا ويب، بالإضافة إلى ظهورها في صور عارية في مجلات للبالغين. وفي أوقات فراغها، كانت تتواصل مع الاستوديوهات عبر البريد الإلكتروني والهاتف لمعرفة كيفية الظهور في الأفلام. صوّرت ستايلز مشهدها الأول للبالغين في عام 2001 وحصلت على أول ترشيحات لجوائز إيه في إن في عام 2003، بما في ذلك جائزة أفضل نجمة جديدة.
كانت ستايلز متورطة في فضيحة جنسية مع مساعد عمدة مقاطعة أورانج السابق جورج غاراميلو، حيث لوحظ أنها أقامت عدة لقاءات جنسية معه.
وقعت ستايلز عقدًا حصريًا مع شركة جيل كيلي للإنتاج وتزوجت لاحقًا من رئيسها التنفيذي بوب فريدلاند في 25 أكتوبر 2002. انفصل الزوجان في أغسطس 2003. في أغسطس 2005، أعلنت شركة جيل كيلي للإنتاج إفلاسها. عادت ستايلز إلى التمثيل في الأفلام في العام التالي. ترشيحت ستايلز في جائزة إكس روكو لعام 2007 لأفضل عودة. استضافت برنامج لوس أنجلوس التلفزيوني المستقل Un-Wired TV في نفس العام.
في عام 2008، ترشيحت ستايلز لجائزة أفضل ممثلة مساعدة في جوائز إيه في إن. وفي العام التالي، ترشيحت لجائزة أفضل ممثلة لهذا العام في جائزة إكس بي آي زد، بالإضافة إلى جوائز إيه في إن عن أدائها في عدة أفلام. في 30 يوليو 2009، كانت ستايلز ضيفة في برنامج هوارد ستيرن مع الممثلة جيانا مايكلز. في عام 2010، تم تسميتها من قبل مجلة ماكسيم كواحدة من أفضل 12 نجمة في مجال الإباحية. تم إدخال ستايلز إلى قاعات المشاهير في جوائز Urban X وجوائز إيه في إن في عامي 2011 و2016 على التوالي. تقاعدت من صناعة الأفلام للبالغين في عام 2016.

## وفاتها
في 9 نوفمبر 2017، عُثر على ستايلز فاقدة للوعي في سريرها بمنزل والدتها في أرمسترونغ. أُعلنت وفاتها بعد فترة وجيزة، عن عمر يناهز 35 عامًا. ولم يُعلن عن سبب الوفاة علنًا.

## الجوائز والترشيحات
- 2003: مرشحة لجائزة AVN لأفضل نجمة جديدة
- 2003: مرشحة لجائزة AVN لأفضل مشهد جنسي جماعي (فيديو) عن فيلم Ass Worship 2
- 2003: مرشحة لجائزة XRCO لأفضل مشهد ثلاثي عن فيلم The Gangbang Girl 34
- 2003: مرشحة لجائزة XRCO لأفضل مشهد جماعي عن فيلم Balls Deep 4
- 2004: مرشحة لجائزة AVN لأفضل مشهد جنسي بين نساء (فيديو) عن فيلم When The Boyz Are Away, The Girlz Will Play 8
- 2007: مرشحة لجائزة AVN لأفضل مشهد جنسي بين نساء (فيديو) عن فيلم Girlvana 2
- 2007: مرشحة لجائزة XRCO عن فئة "أفضل عودة"
- 2008: مرشحة لجائزة AVN لأفضل ممثلة مساعدة (فيديو) عن فيلم Coming Home
- 2008: مرشحة لجائزة AVN لأفضل قرص DVD تفاعلي عن My Plaything: Shyla Stylez
- 2009: مرشحة لجائزة AVN لأفضل أداء إغوائي عن فيلم Curvy Girls
- 2009: مرشحة لجائزة AVN لأفضل مشهد جنسي من منظور شخصي عن فيلم Full Streams Ahead
- 2009: مرشحة لجائزة AVN لأفضل مشهد جنسي جماعي عن فيلم Pirates II
- 2009: مرشحة لجائزة XBIZ كأفضل مؤدية للعام
- 2010: مرشحة لجائزة AVN لأفضل مشهد جنسي من منظور شخصي عن فيلم Jack's POV 12
- 2011: مرشحة لجائزة AVN لأفضل مشهد جنسي شرجي عن فيلم Big Butts Like It Big 6
- 2011: مرشحة لجائزة AVN لأفضل مشهد ثلاثي عن فيلم Pornstar Workout 2
- 2011: مرشحة لجائزة XRCO عن فئة "أفضل مؤدية للمشاهد الشرجية"
- 2011: أُدرجت في قاعة مشاهير جوائز Urban X
- 2016: أُدرجت في قاعة مشاهير جوائز AVN

## روابط خارجية
- شايلا ستايلز على موقع IMDb (الإنجليزية)
- شايلا ستايلز على موقع قاعدة بيانات الفيلم (الإنجليزية)
- شايلا ستايلز على موقع كينوبويسك (الروسية)